# Коновалов, Герман Иванович
Герман Иванович Коновалов (12 сентября 1882, Аккерман, Бессарабская губерния — 30 марта 1936, Клуж-Напока) — подполковник Генерального штаба, герой Первой мировой войны. Участник Белого движения, генерал-квартирмейстер штаба главнокомандующего Русской армией Врангеля (1920), генерал-майор.

## Биография
Из мещан. Уроженец Аккермана. Выдержал экзамен на звание вольноопределяющегося 2-го разряда при Херсонской прогимназии.
Окончил Одесское пехотное юнкерское училище, откуда выпущен был подпрапорщиком в 134-й пехотный Феодосийский полк. Произведен в подпоручики 5 сентября 1902 года, в поручики — 20 октября 1906 года, в штабс-капитаны — 20 октября 1910 года.

### Первая мировая война
В 1914 году окончил два класса Николаевской военной академии, с началом Первой мировой войны был откомандирован в свой полк. Пожалован Георгиевским оружием
За то, что в боях 11 октября 1914 года у д.д. Смольня, Лопушанка, Хемина и 16 октября — у Головечко, исправляя должность старшего адъютанта по части генерального штаба неоднократно производил удачные разведки и выбирал выгодный позиции под огнем противника, на которых наши войска выдерживали упорные и многодневные бои с противником.
Произведен в капитаны 29 июня 1915 года «за выслугу лет». 14 июля 1916 года переведен в Генеральный штаб с назначением старшим адъютантом штаба 34-й пехотной дивизии. Удостоен ордена Св. Георгия 4-й степени
За то, что будучи старшим адъютантом штаба 34-й пехотной дивизии и, временно исполняя должность начальника штаба названной дивизии, путем личных разведок, сопряженных с личной для него опасностью, содействовал начальнику дивизии в составлении плана атаки сильно укрепленной позиции австрийцев у д. Лопушно-Волица — дом лесника, во время самой операции, являясь главным сотрудником начальника дивизии и, выполняя его поручения, находился в передовой линии войск под сильным артиллерийским огнем. Результатом операции было поражение 43-й австрийской дивизии, потерявшей 78 офицеров и 4887 нижних чинов пленными и около 1500 человек убитыми и ранеными, 17 пулеметов, два бомбомета и много другой военной добычи.
В штабе 8-й армии служил под начальством генерала Махрова. В 1917 году был произведен в подполковники, а 4 сентября того же года назначен исправляющим должность помощника начальника отдела управления генерал-квартирмейстера штаба главнокомандующего армиями Юго-Западного фронта.

### Гражданская война
В 1918 году служил в гетманской армии, на 21 ноября 1918 года — начальник штаба 15-й пехотной дивизии, войсковой старшина. 27 ноября 1918 года в составе Екатеринославского отряда выступил в поход на соединение с Вооруженными силами Юга России, был помощником по оперативной части начальника штаба отряда генерал-майора П. Г. Кислого. По прибытии в Крым был переименован в полковники и назначен начальником оперативного отдела штаба Крымско-Азовской армии. В апреле 1919 года, при отходе из Крыма на Ак-Манайские позиции, организовал оборону, исполняя должность начальника штаба отдельного корпуса, в который была переформирована Крымско-Азовская армия. На 15 июня 1919 года — штаб-офицер 3-го армейского корпуса. 12 сентября 1919 года назначен старшим адъютантом оперативного отдела штаба войск Новороссийской области, с 24 февраля по 10 марта 1920 года временно исполнял должность начальника того же штаба.
В марте 1920 года был назначен генерал-квартирмейстером штаба вступившего в должность главнокомандующего ВСЮР генерала П. Н. Врангеля, был ближайшим сотрудником последнего по принятию оперативных решений. 6 июня 1920 года произведен в генерал-майоры. В августе 1920 года был командирован генералом Врангелем для организации отхода Кубанского десанта, сменил генерала Д. П. Драценко на посту начальника штаба группировки войск, задействованных в этой операции. Был в числе ключевых организаторов эвакуации Крыма.

### Эмиграция
После эвакуации остатков врангелевских войск из Крыма в Турцию пробыл там лишь несколько недель: ещё до конца 1920 года его должность генерал-квартирмейстера штаба была сокращена, после чего Коновалов перебрался в Болгарию. Некоторое время жил в Рущуке, затем переехал в Варну, где открыл колбасную фабрику. В 1929 году по приглашению своего бывшего сослуживца полковника П. П. Мельчакова, занимавшегося коммерческой деятельностью в Румынии, переехал в эту страну, где занял должность директора лесопромышленной концессии, находившейся в трансильванской коммуне Дерна. Первое время его дела шли весьма успешно, однако в 1932 году у Коновалова возникли серьезные разногласия с новыми владельцами предприятия — братьями Гатовскими. Конфликт нарастал в течение нескольких лет и 18 ноября 1935 года вылился в вооружённую разборку, в ходе которой Коновалов получил огнестрельные ранения и удар ружейным прикладом по голове. Именно последний оказался для него фатальным: вовремя не диагностированная трещина в черепе привела к гнойному воспалению, от последствий которого Герман Иванович скончался 30 марта 1936 года в больнице города Клюж.

## Семья
Жена — Зоя Васильевна, в девичестве Скорописова. Сын — Валерий, родился 17 июня 1909 года.

## Награды
- Орден Святого Станислава 3-й ст. (ВП 14.02.1910)
- Орден Святой Анны 4-й ст. с надписью «за храбрость» (ВП 11.06.1907)
- Орден Святого Владимира 4-й ст. с мечами и бантом (ВП 14.01.1915)
- Орден Святой Анны 3-й ст. с мечам и бантом (ВП 14.01.1915)
- Орден Святой Анны 2-й ст. с мечами (ВП 12.09.1915)
- Георгиевское оружие (ВП 10.11.1915)
- Орден Святого Станислава 2-й ст. с мечами (ВП 30.11.1915)
- Орден Святого Георгия 4-й ст. (ВП 25.06.1916)
- старшинство в чине капитана с 1 сентября 1911 года (ВП 20.12.1916)
- старшинство в чине капитана с 1 сентября 1909 года (ПАФ 2.05.1917)